# Desperado (album Eagles)
Desperado è il secondo album in studio del gruppo musicale statunitense Eagles, pubblicato il 17 aprile 1973 dalla Asylum Records. Il disco ha venduto 2 milioni di copie negli Stati Uniti d'America.

## Il disco
È un concept album incentrato sulla vita da fuorilegge nel vecchio West e sulle figure della banda criminale Doolin-Dalton. In sintesi gli autori tentarono un parallelismo tra la vita dei fuorilegge del vecchio West e quella di una moderna country-rock band costantemente 'on the road' tra eccessi, insuccessi e successi.
Uscirono due singoli, Doolin-Dalton e Certain Kind of Fool, ma le canzoni che riscossero più successo furono Tequila Sunrise e Desperado, eseguite 'live' spesso anche negli anni successivi.
Nella copertina frontale dell'LP Desperado sono stati fotografati da Henry Diltz (da sinistra): Don Henley, Glenn Frey, Randy Meisner e Bernie Leadon, mentre nella foto sul retro si vedono sdraiati a terra, uccisi e legati come fossero stati veri "desperados" (da sinistra): Jackson Browne, Bernie Leadon, Glenn Frey, Randy Meisner, Don Henley e J.D. Souther. Gli "Uomini della Legge" che li catturarono sono (da sinistra): Gary Burden (fotografo partner di Henry Diltz) - Larry Penny (crew) - Richard Fernandez (crew) - Boyd Elder (artista di copertine texano) - Tommy Nixon (crew) - John Hartmann (manager) - Glyn Johns (produttore).

## Tracce
Lato A
1. Doolin'-Dalton – 3:26 (Don Henley, Glenn Frey, Jackson Browne, J.D. Souther)
2. Twenty-One – 2:11 (Bernie Leadon)
3. Out of Control – 3:04 (Don Henley, Glenn Frey, Tom Nixon)
4. Tequila Sunrise – 2:52 (Don Henley, Glenn Frey)
5. Desperado – 3:33 (Don Henley, Glenn Frey)

Durata totale: 15:06
Lato B
1. Certain Kind of Fool – 3:02 (Don Henley, Glenn Frey, Randy Meisner)
2. Doolin-Dalton (Instrumental) – 0:48 (Don Henley, Glenn Frey, Jackson Browne, J.D. Souther)
3. Outlaw Man – 3:34 (David Blue)
4. Saturday Night – 3:20 (Bernie Leadon, Don Henley, Glenn Frey, Randy Meisner)
5. Bitter Creek – 5:00 (Bernie Leadon)
6. Doolin-Dalton/Desperado (Reprise) – 4:50 (Don Henley, Glenn Frey, Jackson Browne, J.D. Souther)

Durata totale: 20:34

## Singoli
1. Tequila Sunrise – 2:52 (Don Henley, Glenn Frey) – Asylum Records, AS-11017, pubblicato il 17 aprile 1973 - Side A
2. Twenty-One – 2:11 (Bernie Leadon) – Asylum Records, AS-11017, pubblicato il 17 aprile 1973 - Side B

1. Outlaw Man – 3:33 (David Blue) – Asylum Records, AS-11025, pubblicato il 6 agosto 1973 - Side A
2. Certain Kind of Fool – 3:05 (Don Henley, Glenn Frey, Randy Meisner) – Asylum Records, AS-11025, pubblicato il 6 agosto 1973 - Side B

## Formazione

### Gruppo
- Bernie Leadon - chitarra, banjo, mandolino, voce
- Glenn Frey - chitarra, tastiere, pianoforte, voce
- Randy Meisner - basso, chitarra, voce
- Don Henley - batteria, voce

### Altri musicisti
- Jim Ed Norman - arrangiamenti (strumenti a fiato e strumenti ad arco)[1]
- Don Felder - chitarra[1]

## Cover
Il gruppo rock italiano Steve Rogers Band nel 1986 ha eseguito una cover di Desperado, intitolata Me ne vado e inserita nell'album d'esordio I duri non ballano.